# Champ de blé aux corbeaux
Champ de blé aux corbeaux est une peinture à l'huile réalisée par Vincent van Gogh en juillet 1890, quelques jours avant sa mort. Conservée aujourd’hui au Musée Van Gogh d'Amsterdam, elle est fréquemment interprétée comme l'expression des tourments psychiques du peintre avant son suicide. Elle a d'ailleurs longtemps été présentée comme son ultime toile, idée qui a été démentie par la recherche contemporaine.

## Interprétation en rapport avec le suicide du peintre
Les critiques et historiens d'art voient généralement dans ce tableau l'expression de l'état d'esprit tourmenté de Van Gogh durant les derniers jours de sa vie. Le ciel sombre et menaçant, l'indécision de trois chemins qui se dispersent dans des directions incertaines et les corbeaux noirs, présages de menace ou de mort sont autant d’éléments qui alimentent cette lecture symbolique. 

## Débats historiographiques
L'idée selon laquelle Van Gogh se serait suicidé d’une balle dans la tête alors qu’il peignait Champ de blé aux corbeaux a été popularisée par le roman d'Irving Stone, Lust for Life (La Vie passionnée de Vincent van Gogh, 1934) et par l'adaptation cinématographique réalisée par Vincente Minnelli en 1956. Cette représentation dramatique ne repose toutefois sur aucun fondement historique. Des historiens de l'art spécialistes du peintre tels Ronald Pickvance (en) ou Jan Hulsker ont montré que rien n'indique que le Champ de blé aux corbeaux ait été peint le 27 juillet 1890, jour de la tentative de suicide. De plus, plusieurs œuvres ont été réalisées après, notamment Racines d'arbres, considérée aujourd'hui comme la dernière toile du peintre,. Il est également établi que Van Gogh ne s'est pas tiré une balle dans la tête, mais dans la poitrine ou l'abdomen, vraisemblablement en visant le cœur, selon les témoignages recueillis après l'événement.

## Analyse
Dans un format double carré exploité de manière panoramique, Van Gogh réalise une composition équilibrée. Le thème est un champ de « blé jaune parvenu à maturation, ce qui s'accorde avec la présence des corbeaux. Le rythme horizontal est important, mais c'est un mouvement montant, rendu par l'ouverture des chemins qui avancent dans les blés, qui prédomine, d'autant plus qu'il accentue l'effet de frémissement et d'agitation de la future récolte. Celle-ci se multiplie sous nos yeux en un mouvement accentué par l'envol des corbeaux vers la droite, produisant un étirement en diagonale : la terre des chemins pénètre les blés, eux-mêmes pénétrés par les oiseaux se fondant à leur tour dans le ciel ».